# Polychaos dubium
Polychaos dubium (лат.) — пресноводный представитель семейства амёбовых.

## Описание
От других видов рода Polychaos отличается более крупными размерами и способностью образовывать несколько крупных ложноножек. Имеются также особенности включений цитоплазмы. Привлекла внимание, из-за сообщения, что этот вид имеет самый большой геном среди эукариот. Состоит из 670 миллиардов пар нуклеотидов, что объясняется 1150—23000 кратным дублированием генов. Однако впоследствии это измерение генома было признано неверным, геном данной амёбы измеряли по устарелой методике, дающий неверные результаты завышенные на порядок.